# Martin U. K. Lengemann

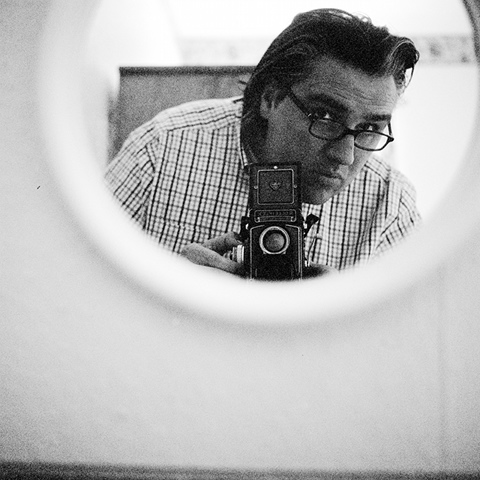
Martin U. K. Lengemann, 2011

Martin Ulrich Konrad Lengemann (* 10. September 1969 in Kassel, Hessen) ist ein deutscher Fotograf, Fotojournalist, Autor und Rugbytrainer und -funktionär.

## Leben
Martin U. K. Lengemann ist der älteste Sohn des ehemaligen hessischen Landtagspräsidenten und ehemaligen thüringischen Staatsministers Jochen Lengemann. Er wuchs in Kassel auf, wo er die Annette-von-Droste-Hülshoff-Schule besuchte und nach der Mittleren Reife in der Fotoabteilung des vom ehemaligen Fußballnationalspielers Heinrich „Heini“ Weber gegründeten Betriebes „Heini Weber“ eine kaufmännische Ausbildung abschloss. Nebenher arbeitete er als freier Fotograf, unter anderem für den Kasseler Extra Tip.
1990 wurde er zum Wehrdienst eingezogen, erwarb eine Fotografen ATN (Ausbildungs- und Tätigkeitsnummer) und dokumentierte für die Bundeswehr unter anderem die Vereinigung von Bundeswehr und Nationaler Volksarmee (NVA). 1991 verließ er die vereinigte Armee als Reserveunteroffiziersanwärter im Range eines Obergefreiten.
1991 trat er als Hospitant in die Verlagsgruppe der Frankfurter Allgemeinen Zeitung (FAZ) ein. Er lernte dort alle Bereiche des Fotojournalismus bei einer Tageszeitung kennen. 1992 ging Lengemann für kurze Zeit nach Erfurt und bereiste von dort als fotografierender Länderkorrespondent für ein Tochterunternehmen der FAZ die Bundesländer Sachsen, Sachsen-Anhalt und Thüringen. Später ging er nach Berlin. Dort arbeitete er als stellvertretender Leiter der Fotoredaktion und Fotograf für die Neue Zeit, fotografierte aber auch weiter für die FAZ.
1994 wechselte Lengermann als Redaktionsfotograf zur Axel Springer Zeitungsgruppe Berlin (Die Welt, Welt am Sonntag, Welt Kompakt, Welt Aktuell und Berliner Morgenpost). Daneben erschienen seine Bilder in Büchern, Zeitungen, Magazinen, in Werbekampagnen und auf CD-Covern.
Sein Schwerpunkt sind Porträts aus den Bereichen Politik, Wirtschaft und Kultur, aber seine Bilder decken ein weites Spektrum der Pressefotografie ab. Seine Bilder sind subtil, außergewöhnlich und über den Moment der Tageszeitungsveröffentlichung hinaus bestehend.
Lengemann ist auch als Autor tätig. Er schrieb mehrere Jahre über britischen Fußball und publiziert in unregelmäßigen Abständen über klassische Musik. 2007 veröffentlichte er einen Interviewband über den Dirigenten Herbert Blomstedt.
Seit Anfang der 2000er Jahre organisierte er in Großbritannien und Deutschland mehrere Benefiz- und Freundschaftsspiele zwischen deutschen und britischen Fußballmannschaften. 2006 erschien sein Bildband Very British!. Lengemanns Reportagen und Fotothemen setzen sich inhaltlich mit Großbritannien auseinander. Seit den 1990er Jahren bereist er mehrmals im Jahr die britischen Inseln. Im Jahr 2014 initiierte Martin Lengemann das Versöhnungsprojekt Die Narbe, inspiriert durch eine Erzählung seines Urgroßvaters, im Frühjahr 1918 an der Somme in Nordfrankreich mit einem britischen Soldaten einen privaten Waffenstillstand geschlossen zu haben. Lengemann sammelt seit Jahren Einzelschicksale rund um die ehemalige Westfront. Sein Engagement wurde im Sommer 2015 durch den Britischen Botschafter in Berlin, Sir Simon McDonald, mit einer Einladung zum Staatsbesuch von Queen Elisabeth II. gewürdigt.
Lengemann gehörte zum Reporterteam der Welt am Sonntag, welches den ehemaligen Auschwitz-Aufseher Hans Lipschis aufspürte. Er fertigte das einzige bekannte Portraitfoto des ehemaligen Waffen-SS-Mannes Lipschis an, welches in der Folge um die ganze Welt ging.

## Einzelausstellungen (Auswahl)
- 1989 Die Welt mit meinen Augen sehen, Kassel[2]
- 2012 Focus Adagio – Bilder von Verführern und Zauberern, Berlin[3]

## Auszeichnungen
- 2010 Society for News Design – Award of Excellence für Die Berliner Philharmoniker
- 2011 Art Directors Club (ADC) Deutschland – Auszeichnung für Das einzigartige Orchester
- 2011 Society for News Design – Award of Excellence, für Fotogrüße aus dem Urlaub
- 2011 European Newspaper Award – Award of Excellence für Fotogrüße aus dem Urlaub
- 2012 European Newspaper Award – Award of Excellence für Heiligabend 18 Uhr bei…
- 2013 European Newspaper Award – Award of Excellence für Die Welt des Hans Lipschis
- 2013 European Newspaper Award – Award of Excellence für Die Straße der Dichter
- 2013 Society for News Design – Award of Excellence für Sea Interludes
- 2013 Society for News Design – Award of Excellence für Die Welt des Hans Lipschis
- 2014 European Newspaper Award – Award of Excellence für Eine Berliner Weihnachtsgeschichte
- 2014 European Newspaper Award – Award of Excellence für Letzter Tanz
- 2014 European Newspaper Award – Award of Excellence für Was trägt der Schotte?
- 2014 European Newspaper Award – Award of Excellence – Sonderpreis 100 Jahre Erster Weltkrieg für Die Narbe
- 2014 Society for News Design – Award of Excellence für Du darfst nicht!
- 2015 European Newspaper Award – Award of Excellence – Sonderpreis 70 Jahre Ende Zweiter Weltkrieg für Kulisse des Grauens
- März 2024 Jerusalem-Pilgerkreuz in Silber
- September 2024 Jerusalem-Pilgerkreuz in Gold

## Werke
- Very British! Eine fotografische Liebeserklärung. B&S Siebenhaar, 2006, ISBN 978-3-936962-34-5
- Herbert Blomstedt: Eine Annäherung in Wort und Bild. B&S Siebenhaar, 2007, ISBN 978-3-936962-49-9
- Menschen in Berlin. Begegnungen mit Berliner Persönlichkeiten. Berliner Morgenpost, 2010, ISBN 978-3-942481-02-1

## Rugby
Seit Frühjahr 2019 war Lengemann sporadisch als Co-Trainer in verschiedenen Jugendmannschaften des BSV 1892 Rugby tätig. Im März 2022 gründete er zusammen mit dem ehemaligen englischen National 1 Spieler Richard Drake, beim BSV 1892, das erste Mädchen Rugby Team Deutschlands und betreute dies als einer von zwei Trainern. Er ist Inhaber der DOSB-C Lizenz. Im Sommer 2022 fusionierte das Team des BSV mit einer Gruppe Mädchen vom Berliner Rugby Club zur Spielgemeinschaft Berlin Rugby GRRLS. Auch dieses Team wurde von Lengemann und Drake gecoacht. Am 10. Dezember 2022 schlug dieses Team als erstes deutsches Mädchen Rugby Team der Geschichte ein englisches Team, in England (Christmas Truce Shield, 20:0 gegen SG Richmond FC/London Irish).  Im selben Jahr wurde Lengemann auch als Landesverbandstrainer Mädchen, im Berliner Rugby Verband (BRV) berufen. Insgesamt errang das BSV 1892 Mädchen Team, die SG Berlin Rugby GRRLS und die Berliner Landesauswahl, zwischen 2022 und 2024, in den Altersklassen U15 und U18, bei Nationalen Titelkämpfen zehn Medaillen (4× Bronze, 6× Silber). Außerdem trainierte Lengemann zehn U18 Spielerinnen des BSV 1892 als Schulmannschaft der Katholischen Schule Sankt Franziskus (Berlin) und errang mit ihr im Juni 2024 die Deutsche Meisterschaft der Schulen.
In der Saison 2023/24 fungierte Lengemann als Sportdirektor der Deutschen Rugby-Jugend (DRJ) und forcierte, gemeinsam mit seiner Ehefrau Silke, die Einführung einer reinen Mädchenliga und die Durchsetzung von Satzungsänderungen, die den Spielbetrieb von Jungen und Mädchen trennt. Beide gelten als die entscheidenden Pioniere des Mädchenrugbys in Deutschland.
Ende 2024 legte Lengemann alle Ämter im Sport nieder.